# Comunitat de comunes de la Badia del Mont Saint-Michel
La Comunitat de comunes de la Badia del Mont Saint-Michel (en bretó Kumuniezh kumunioù Bae Menez-Mikael) és una estructura intercomunal francesa, situada al departament de l'Ille i Vilaine a la regió Bretanya, al País de Saint-Malo. Té una extensió de 184,17 kilòmetres quadrats i una població de 7.902 habitants (2006).

## Composició
Agrupa 11 comunes :
1. La Boussac
2. Broualan
3. Pleine-Fougères
4. Roz-sur-Couesnon
5. Sains
6. Saint-Broladre
7. Saint-Georges-de-Gréhaigne
8. Saint-Marcan
9. Sougéal
10. Trans-la-Forêt
11. Vieux-Viel